# Cleora, Oklahoma
Cleora, Oklahoma (енгл. Cleora) насељено је место без административног статуса у америчкој савезној држави Оклахома.

## Демографија
По попису из 2010. године број становника је 1.463, што је 350 (31,4%) становника више него 2000. године.
| Група             | 2000.       | 2010.         |
| Белци             | 958 (86,1%) | 1.244 (85,0%) |
| Афроамериканци    | 1 (0,1%)    | 2 (0,1%)      |
| Азијати           | 0 (0,0%)    | 3 (0,2%)      |
| Хиспаноамериканци | 5 (0,4%)    | 14 (1,0%)     |
| Укупно            | 1.113       | 1.463         |